# Carex macrostyla
Carex macrostyla är en halvgräsart som beskrevs av Philippe Picot de Lapeyrouse. Carex macrostyla ingår i släktet starrar, och familjen halvgräs. Inga underarter finns listade i Catalogue of Life.